# يوجينة دموية الثمار
أوجينيا دموية الثمار (الاسم العلمي:Eugenia haematocarpa) هي نوع من النباتات تتبع جنس الأوجينيا من الفصيلة الآسية.